# Argyreus niugini
Argyreus niugini är en fjärilsart som beskrevs av Samson 1976. Argyreus niugini ingår i släktet Argyreus och familjen praktfjärilar. Inga underarter finns listade i Catalogue of Life.